# Endolandrevus
Endolandrevus is een geslacht van rechtvleugeligen uit de familie krekels (Gryllidae). De wetenschappelijke naam van dit geslacht is voor het eerst geldig gepubliceerd in 1877 door Saussure.

## Soorten
Het geslacht Endolandrevus omvat de volgende soorten:
- Endolandrevus bomberi Otte, 1988
- Endolandrevus brevipes Otte, 1988
- Endolandrevus manokwari Otte, 1988
- Endolandrevus pubescens Chopard, 1930
- Endolandrevus ritsemae Saussure, 1877
- Endolandrevus rostratus Saussure, 1877